# Flightplan - Mistero in volo
Flightplan - Mistero in volo (Flightplan) è un film del 2005 diretto da Robert Schwentke con protagonista Jodie Foster.

## Trama
(Tagline del film.)
Dopo la morte del marito, l'ingegnera aeronautica Kyle Pratt vola da Berlino a New York a bordo di un nuovo Airbus  A380 della compagnia fittizia "Aalto Airlines", assieme alla figlia Julia di 6 anni, per riportare la bara del marito a casa, a Long Island. Addormentatasi, al suo risveglio non trova più la figlia, scomparsa nel nulla. Inizia così una sorta di incubo con la ricerca frenetica della figlia che nessuno ha mai visto, e non risulta essere nella lista passeggeri, e addirittura secondo l'obitorio di Berlino sarebbe morta col padre, misteriosamente caduto dal tetto di un edificio.
Il comandante dell'aereo Rich inizialmente fa di tutto per assecondare la donna, ma le notizie che gli giungono e il comportamento sempre più irrequieto della stessa, lo convincono del fatto che la priorità debba tornare ad essere la sicurezza e la serenità dei passeggeri, che la mamma preoccupata e sospettosa aveva decisamente turbato. Così, sotto la stretta sorveglianza del poliziotto di bordo, Gene Carson, Kyle torna al suo posto ed è raggiunta persino da una terapista che cerca di aiutarla ad accettare una realtà che pare rifiutare. Sulle prime, Kyle sembra voler assecondare questo piano, ma il pensiero della figlia rapita le ritorna prepotentemente appena vede un segno evidente della presenza di Julia nel volo; così, con l'astuzia e con la conoscenza che ha dell'aereo, essendone stata una dei progettisti, si mette in azione. Chiede di usare il bagno da dove riesce a sabotare l'elettronica dell'apparecchio. Nel caos che segue raggiunge la bara di David, dove sospetta sia stata portata la figlia Julia, ma aprendola trova solo il corpo del marito.
I disagi arrecati costringono il comandante ad anticipare l'atterraggio a Terranova, con la donna di nuovo fermata e ormai totalmente invisa a tutti i passeggeri. A questo punto Carson comunica in privato al comandante che Kyle Pratt avrebbe inscenato il tutto solo per poter avere un cospicuo riscatto (50 milioni di dollari) in forza di una bomba collocata nella bara del marito nella stiva, pronta ad esplodere. In realtà è Carson che, coadiuvato dalla hostess Stephanie, ha cospirato per dirottare l'aereo e incastrare Kyle, intascando i proventi del riscatto. Il piano del criminale sarebbe andato tranquillamente in porto se l'insistenza di Kyle col comandante, con l'aereo già atterrato e il solo equipaggio rimasto a bordo, non le facesse casualmente svelare la trama di Carson, permettendole di "giocare al dirottatore" così da avere in mano la situazione. Rimasta da sola sull'aereo col vero criminale, Kyle trova Julia priva di sensi, ma Carson arriva e rivela di aver ucciso David per trasportare l'esplosivo all'interno della sua bara e imbavagliato e scaricato Julia nel bidone dei rifiuti, credendo che né i passeggeri né l'equipaggio si sarebbero preoccupati abbastanza da notarlo. Carson spara quindi alla donna, ma questa riesce a fuggire con Julia nella stiva dell'aereo e a far esplodere gli ordigni, uccidendo Carson e danneggiando il carrello di atterraggio dell'aereo. Kyle e Julia escono illese dall'aereo, e l'equipaggio, realizzata l'effettiva esistenza della bambina, si rende conto che aveva sempre detto la verità. La mattina dopo, nella sezione passeggeri in attesa, il capitano Rich si scusa con Kyle seduta che tiene Julia tra le braccia, Stephanie viene portata via dagli agenti dell'FBI per i suoi crimini, mentre un altro agente li informa che anche il direttore dell'obitorio di Berlino è stato arrestato e si sta cercando il complice che ha cancellato la registrazione dell'imbarco di Julia. Kyle può così uscire dall'aereo con la sua bambina in braccio, di fronte all'incredulità di equipaggio e passeggeri che la osservano da lontano e che poi le chiederanno scusa. In conclusione, poi, uno dei passeggeri arabi che lei aveva inizialmente individuato e accusato come possibile responsabile del rapimento della figlia, le si avvicina e le porge una borsa sorridendole. Su un furgone in attesa, Julia si sveglia e chiede assonnata "Non siamo ancora arrivati?" mentre si allontanano.

## Distribuzione
Negli Stati Uniti d'America è uscito nelle sale cinematografiche il 23 settembre 2005, mentre in Germania il 20 ottobre. In Italia, invece, è uscito il 4 novembre.

## Doppiaggio

### Italiano
La direzione del doppiaggio è di Carlo Valli, il quale ha curato i dialoghi italiani, per conto della Cast Doppiaggio Srl. La sonorizzazione, invece, venne affidata dalla Sefit-CDC.

## Accoglienza

### Incassi
Il film ha incassato 223 387 299 $. In Italia, nelle quattro settimane di programmazione, la pellicola ha guadagnato 5 213 616 €, mentre negli USA, in sette settimane, ha totalizzato 89 707 299 $.